# Monte Honaz
Honaz es una montaña y un parque nacional del suroeste de Turquía, situado a unos 17 km al este de Denizli, en la provincia homónima. Sobre sus faldas se encuentra la localidad de Honaz. Es un área protegida desde 1995 y la cumbre más alta de la Región del Egeo con sus 2.571 m s. n. m..
La zona está cubierta por bosques, especialmente densos en la ladera norte. La cumbre está perennemente nevada, por lo que ha habido un proyecto, aún no concretado, para construir una estación de esquí.